# Fanfilm
Een fanfilm is een film of video gebaseerd op een boek, strip, televisieserie of andere film, die is gemaakt door fans in plaats van de rechthebbenden of bedenkers. De fanfilm kan in dat opzicht worden gezien als een filmversie van de fanfictie. Makers van fanfilms zijn vaak amateurfilmers die hun werk via internet aanbieden, maar er zijn ook fanfilms gemaakt door professionele filmmakers (vaak als schoolopdracht).
Fanfilms kunnen sterk variëren in kwaliteit en lengte.

## Geschiedenis
De oudste bekende fanfilm is Anderson 'Our Gang.', geproduceerd in 1926. De film werd opgenomen in Anderson, Zuid-Carolina, en was gebaseerd op de filmreeks Our Gang. De enige exemplaren van de film die nog bestaan zijn in handen van de filmbibliotheek van de Universiteit van South Carolina.
Over de jaren maakten veel amateurfilmers hun eigen versies van hun favoriete verhalen en films, waaronder Hugh Hefner. Lange tijd hadden fanfilms echter te kampen met twee tekortkomingen: de middelen om een goede film te maken waren voor dit soort amateurfilmers vaak beperkt, en de vertoning van de films was vaak een probleem. Door de opkomst van de sciencefictionconventies in de jaren 70 kregen makers van fanfilms steeds meer de kans hun werk aan andere fans te laten zien. Met de komst van internet en de bijbehorende videosites als YouTube steeg het aantal fanfilms echter enorm. Ook werd in de jaren 90 apparatuur en software voor het maken van effecten in een film voor steeds meer mensen beschikbaar, waardoor fanfilms van relatief betere kwaliteit tot de mogelijkheden gingen behoren.
Veel bekende sciencefiction-films en series zijn inmiddels gebruikt als basis voor fanfilms, zoals Star Wars, Star Trek, Doctor Who, en Buffy the Vampire Slayer.

## Invloed
Net als bij fanfictie geldt dat fanfilms vaak enkel als hobby worden gemaakt en gratis verspreid, mede omdat er auteursrechten zitten op veel personages die in de fanfilms voorkomen. Sommige fanfilms verkrijgen echter dermate veel bekendheid, dat ze de aandacht trekken van officiële producers en distributeurs. Een bekend voorbeeld is de fanserie Star Trek: Phase II, die begon als fanproductie maar ook cast- en crewleden van de officiële Star Trekseries aantrok. De Finse fanfilm-reeks Star Wreck: In the Pirkinning verkreeg zelfs dermate veel bekendheid, dat hij in meerdere landen op DVD werd uitgebracht. Het videospel Ghostbusters: The Video Game bevat referenties naar de fanfilm Return of the Ghostbusters I
Fanfilms krijgen ook steeds vaker erkenning van onder andere de rechthebbenden en producers van de media waar deze films op gebaseerd zijn. Zo bestaat er ter erkenning voor fanfilms gebaseerd op Star Wars de Official Star Wars Fan Film Awards.
Toch staat niet iedereen even open voor fanfilms. Zo ondernam Paramount Pictures in de jaren 80 juridische stappen tegen de productie en verspreiding van Star Trekfanfilms., zoals de animatiereeks Star Trix. Ook DC Comics stond er in de jaren 90 om bekend de creatie van fanfilms gebaseerd op hun personages sterk te ontmoedigen. In 2008 draaide DC echter bij toen voorzitter Paul Levitz aangaf dat DC geen probleem zou maken van fanfilm zolang de makers er geen geld aan zouden verdienen.